# Unión del Pueblo Canario

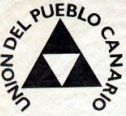
Logo del partito.

La Unión del Pueblo Canario, conosciuta anche con la sigla UPC, fu una coalizione dei partiti politici indipendentisti e nazionalisti di sinistra delle Isole Canarie che esisteva negli anni '70 e '80. Promuoveva l'ideale di una maggiore autonomia canaria dallo Stato Spagnolo.
Formavano parte del UPC vari partiti:
- Partito Comunista Canario provvisionale (PCCp), posteriormente conosciuto come Partito della Rivoluzione Canaria (PRC).
- Partito di Unificazione Comunista delle Canarie (PUCC), posteriormente conosciuto come Movimento di Sinistra Rivoluzionaria del Arcipelago Canario (MIRAC).
- Partito Socialista Canario (PSC), formatosi da una scissione del Partito Socialista Popolare quando, quest'ultimo, entrò a far parte del PSOE.
- Confederazione Autonoma Nazionalista Canaria (CANC), posteriormente conosciuto come Sinistra Nazionalista Canaria (INC).

Il partito scomparve nel 1983, quando si presentò in coalizione con Assemblea Canaria. I partiti che ne facevano parte sono attualmente tutti inattivi. Il PSC è tornato a far parte del PSOE.